# Blutschwestern
Blutschwestern (englisch Blood Sisters) ist eine Science-Fiction-Kurzgeschichte des australischen Schriftstellers Greg Egan, zuerst veröffentlicht in Interzone 44 im Februar 1991. Die Kurzgeschichte erschien ebenfalls in der Sammlung Axiomatic im Jahr 1995.

## Handlung
Karen und Pauline sind eineiige Zwillinge und haben sich als Kinder in einem Blutritual gegenseitig ihre Verbundenheit geschworen. Karen arbeitet inzwischen als arbeitsversessene IT-Spezialistin in Australien und Pauline ist für wohltätige Arbeiten nach Afrika gereist. Beide erkranken an der gleichen Krankheit und unterziehen sich der exakt gleichen und neuartigen Behandlung. Karen ist gerade auf dem Weg zur vollständigen Genesung, als sie erfährt, dass Pauline an der Krankheit gestorben ist. Verzweifelt macht sich Karen mit der Hilfe ihres Freundes Martin anschließend auf die Suche nach dem Grund und hackt sich in die Systeme der für die Medikamente zuständigen Firma. Zwar ist das illegal, doch Karen ist mit dem Risiko einverstanden, da die Doppelblindstudie moralisch verwerflicher ist. Sie findet tatsächlich erst Hinweise auf eine Doppelblindstudie mit den Medikamenten. Daher ist zu vermuten, dass Pauline tatsächlich nur Placebos bekommen hat. Karen veröffentlicht daraufhin ihre Funde.

## Hintergrund
Greg Egan verwendet den Vornamen Martin öfter, etwa heißen so auch die Protagonisten in Zendegi, Ozeanisch oder Yeyuka sowie die Partner der Protagnoisten in Cocoon oder Blutschwestern.

## Kritik
Karen Burnham schreibt in Greg Egan (Masters of Modern Science Fiction), dass es wirkt, als werden die Charaktere modelliert statt bewohnt oder animiert, da etwa das Aussehen der Zwillinge nie beschrieben wird. („We never get a physical description of Karen or her twin. [....] There is no mention of how Karen and Martin met, what he looks like, or what he does. There is a sense that the characters are being modeled instead of inhabited or animated.“) Blutschwestern sei eine interessante Wende der Idee von Gutem für wenige und Gutem für viele, indem mehr auf das Problem der Bestätigung als auf die Ergebnisse eingegangen wird („a particularly interesting spin on the “good of the few versus the good of the many” question by focusing more on the issue of consent itself than on outcomes“) Insbesonder fühle es sich seltsam an, dass ein Autor der harten Science-Fiction das Standardprotokoll für wissenschaftliche Forschung hinterfragt. („It feels counterintuitive for an author so closely associated with the hardest of hard SF to question the standard protocols for conducting scientific research.“)